# Sonia Nassery Cole
Sonia Nassery Cole (geboren 1965 in Kabul, Afghanistan) ist eine afghanisch-amerikanische Filmemacherin, Autorin, Menschenrechtsaktivistin und Philanthropin.

## Leben
Sonia Nassery Cole begann sich, nachdem ihre Familie 1979 aus Afghanistan flüchten musste, für die Menschenrechte zu engagieren. Sie schrieb in den 1980er-Jahren einen neunseitigen Brief an den  Präsidenten Ronald Reagan, in dem sie um Unterstützung für ihr ehemaliges Land bat. Reagan lud sie daraufhin in das Weiße Haus und anschließend als Zeugin vor dem Kongress ein. „Von diesem Tag an wurde ich Humanistin und Aktivistin für Menschenrechte und die Rechte von Flüchtlingen in Afghanistan - das wurde zu meinem Lebensziel.“ Nassery Cole studiert an der Royal Academy of Drama.

## Wirken
2002 gründete Sonia Nassery Cole die Afghanistan World Foundation und arbeitete mit führenden Politikern der Welt zusammen, um das Leben von Menschen auf der Flucht zu verbessern. Als Gründerin und Vorsitzende der Afghanistan World Foundation (AWF) setzt sich Cole für die Rechte der Frauen ein und kämpft für die Verbesserung der humanitäre Versorgung in Afghanistan. Ihr Fokus liegt auf der Nahrungsmittelversorgung und Bildung. Die Aufgabe der AWF besteht darin, nach dem afghanischen Nationalen Entwicklungsrahmens (NDF) breit angelegte Unterstützung an der Basis zu leisten. Ihre wohltätige Arbeit wurde mit dem Anerkennungspreis des US-Kongresses, dem UN Women Together Award und einer Friedensmedaille der Vereinten Nationen gewürdigt. Im Jahr 2013 erhielt sie den Freedom to Write Award des PEN Center USA.
Im Jahr 2007 führte sie Regie bei dem Kurzdokumentarfilm The Bread Winner, 2010 folgte der Film The Black Tulip den sie unter Lebensgefahr in Afghanistan gedreht hat. Sie übernahm die Rolle der Hauptfigur, da die zuvor ausgewählte Schauspielerin bedroht und körperlich angegriffen wurde. Der Film handelt von einer Eröffnung des Café The Poet's Corner in Kabul, nachdem die Taliban-Regierung gestürzt wurde. Das Café wird ein Ort für Kunstschaffende, Mitglieder des US-Militärs und für Einheimische, die sich dort treffen und Ideen von Freiheit und Demokratie austauschen. Randgruppen der Taliban, die über die Aktivitäten im Café verärgert sind, beginnen, Freunde und Familienmitglieder der Cafébesitzer zu entführen und zu töten.
In ihrem Film I Am You, erzählt Nassery Cole die auf wahren Begebenheiten basierenden Geschichte dreier afghanischer Geflüchteter, die von den Taliban verfolgt wurden und in Europa Zuflucht suchen. Die amerikanisch-somalische Modedesignerin Halima Aden war Produzentin des Films. 2019 wurde I Am You erstmals auf Filmfestivals gezeigt und erhielt zahlreiche Auszeichnungen. Darunter den Preis für den besten Spielfilm, die beste Schauspielerin und die beste Kameraführung bei den Florence Film Awards, den Preis für die beste Kameraführung bei den European Cinematography Awards und den Preis für den besten Spielfilm beim UK Film Review Festival.

## Auszeichnungen (Auswahl)
- Friedensmedaille der UN
- 2006: Afghan and American Sisterhood Award Anerkennungsurkunde des US-Repräsentantenhauses für ihre philanthropischen Aktivitäten in den Bereichen Bildung, wirtschaftliche und soziale Entwicklung in Afghanistan sowie für die Sensibilisierung der Öffentlichkeit für die Bedürfnisse der afghanischen Bevölkerung in der Nachkriegszeit.
- 2012: Women Together Award für ihren humanitären Einsatz zugunsten des afghanischen Volkes, ausgezeichnet durch die Afghanistan World Foundation

## Filmografie (Auswahl)
Regie
- 2007: The Bread Winner
- 2010: The Black Tulip
- 2019: I Am You

ls Schauspielerin
- 1994: Hard Business
- 1996: Hilfe, meine Frau ist ein Saurier!
- 1997: Shades of Gray

## Publikationen
- Will I Live Tomorrow?: One Woman's Mission to Create an Anti-Taliban Film in War-Torn Afghanistan. BenBella Books 2013, ISBN 978-1-93952-914-5.